# Wong Wenhao

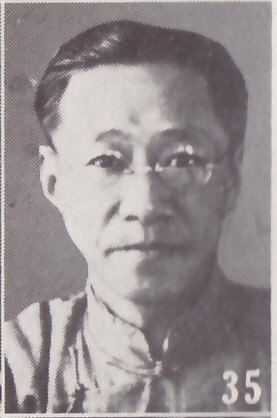
Wong Wenhao

Wong Wenhao, auch Weng Wenhao, Wong Wen-Hao, (Chinesisch: 翁文灏; Pinyin: Weng Wenhao, * 26. Juli 1889 in Cixi (Ningbo); † 27. Januar 1971 in Peking) war ein chinesischer Geologe und Ministerpräsident.
Wong war der Sohn eines wohlhabenden Geschäftsmanns, studierte Geologie in China und Europa und wurde 1912 an der Universität Löwen promoviert. Danach war er Professor für Geologie in Peking am Nationalen Forschungsinstitut für Geographie und außerdem an der Universität Peking und der Tsinghua-Universität. 1922 war er Gründer (mit Ding Wenjiang) und Direktor der Geologischen Landesaufnahme von China. 1931 wurde er amtierender Präsident der Nationalen Tsinghua-Universität. 1934 wurde er Manager der Chung Fu Mining Co. Er unterstützte die Ausgrabungen zum Peking-Menschen ab den 1920er Jahren (von Davidson Black und anderen).
Er war in den 1920er Jahren in der Beiyang-Regierung und war 1935 bis 1937 Generalsekretär der chinesischen Regierung (Exekutiv-Yuan). In dieser Zeit war er Teil einer chinesischen Delegation, die unter Leitung des Finanzministers Kong Xiangxi auch das nationalsozialistische Deutschland besuchte und von Adolf Hitler empfangen wurde. Außerdem war er  Minister für Industrie, Bildung (1932/33) und 1938 bis 1947 für Volkswirtschaft und Präsident der staatlichen Kommission zur Erschließung der natürlichen Ressourcen Chinas. Mai bis November 1948 bis war er Ministerpräsident der Kuomintang-Regierung in Nanking unter Chiang Kai-shek. Auch in der Volksrepublik China setzte er seine Karriere fort und war in der Politische Konsultativkonferenz des chinesischen Volkes. In der Kulturrevolution  wurde er von Zhou Enlai geschützt.
Er war Ehrendoktor der University of British Columbia und der TU Berlin in Charlottenburg. 1941 bis 1944 war er Präsident der chinesischen Ingenieursvereinigung.
Er schrieb Bücher über die Mineralvorkommen in China, die Bergketten Chinas und Erdbebenregionen in China.
1935 wurde er Mitglied der Leopoldina, 1947 der American Academy of Arts and Sciences und 1948 der Academia Sinica und er war Mitglied der Chinesischen Akademie der Wissenschaften.